# Kids' Choice Awards 2025
La 37ª edizione dei Kids' Choice Awards si è svolta il 21 giugno 2025 presso il Barker Hangar di Santa Monica. L'edizione è stata trasmessa in diretta per la televisione da Nickelodeon USA e dalle altre reti televisive di Paramount Global. Questa edizione è stata la prima edizione, dal 2012, in cui non sono stati assegnati premi internazionali a causa della chiusura di diversi siti web di Nickelodeon (Nick.com).
Il film Wicked è stato candidato 8 volte.
Sul palco della premiazione si sono esibiti gli artisti musicali Katseye e Machine Gun Kelly.

## Candidature USA

### Televisione

#### Serie TV per ragazzi preferita
- I Thunderman in missione
- Ayla e i Mirror
- Summer Camp
- La vera casa dei Loud
- Tyler Perry's Young Dylan
- I Maghi di Waverly - Ritorno a Waverly Place

#### Serie Tv per famiglie
- XO, Kitty
- Abbott Elementary
- Cobra Kai
- Piccoli brividi
- Star Wars: Skeleton Crew
- Il Signore degli Anelli - Gli Anelli del Potere

#### Attore televisivo preferito (Ragazzi)
- Jack Griffo – I Thunderman in missione
- David Henrie – I Maghi di Waverly - Ritorno a Waverly Place
- Dylan Gilmer – Tyler Perry's Young Dylan
- Hero Hunter – Tyler Perry's Young Dylan
- Israel Johnson – Summer Camp
- Trevor Tordjman – Summer Camp

#### Attore televisivo preferito (Famiglie)
- Xolo Maridueña - Cobra Kai
- Damon Wayans Jr. – Poppa's House
- David Schwimmer – Piccoli brividi
- George Lopez – Lopez vs Lopez
- Jude Law – Star Wars: Skeleton Crew
- Sam McCarthy – Piccoli brividi

#### Attrice televisiva preferita (Ragazzi)
- Kira Kosarin – I Thunderman in missione
- Celina Smith – Tyler Perry's Young Dylan
- Janice LeAnn Brown – I Maghi di Waverly - Ritorno a Waverly Place
- Mallory James Mahoney – Summer Camp
- Maya Le Clark – I Thunderman in missione
- Miranda May – Summer Camp

#### Attrice televisiva preferita (Famiglie)
- Peyton List – Cobra Kai
- Anna Cathcart - XO, Kitty
- Janelle James – Abbott Elementary
- Jayden Bartels – Piccoli brividi
- Reba McEntire – Happy's Place
- Ryan Kiera Armstrong – Star Wars: Skeleton Crew

#### Reality show preferito
- America's Got Talent
- America's Funniest Home Videos
- American Idol
- American Ninja Warrior
- MasterChef Junior
- The Masked Singer

#### Serie animata preferita
- SpongeBob
- Dragon Ball Daima
- Monster High
- A casa dei Loud
- I Simpson
- Teen Titans Go!

### Cinema

#### Film preferito
- Wicked, regia di Jon M. Chu
- Un film Minecraft, regia di Jared Hess
- Beetlejuice Beetlejuice, regia di Tim Burton
- Captain America: Brave New World, regia di Julius Onah
- Descendants: L'ascesa di Red, regia di Jennifer Phang
- Paddington in Perù, regia di Dougal Wilson
- Sonic 3 - Il film, regia di Jeff Fowler
- Thunderbolts*, regia di Jake Schreier

#### Attore cinematografico preferito
- Jack Black – Un film Minecraft
- Chris Evans – Uno Rosso
- Chris Pratt – The Electric State
- Dwayne Johnson – Uno Rosso
- Jason Momoa – Un film Minecraft
- Jim Carrey – Sonic 3 - Il film

#### Attrice cinematografica preferita
- Ariana Grande – Wicked
- Cynthia Erivo – Wicked
- Emma Myers – Un film Minecraft
- Jenna Ortega – Beetlejuice Beetlejuice
- Millie Bobby Brown – The Electric State
- Winona Ryder – Beetlejuice Beetlejuice

#### Film d'animazione preferito
- Inside Out 2, regia di Kelsey Mann
- Cattivissimo me 4, regia di Chris Renaud e Patrick Delage
- Dog Man, regia di Peter Hastings
- Oceania 2, regia di Dave G. Derrick Jr., Jason Hand e Dana Ledoux Miller
- Mufasa - Il re leone, regia di Barry Jenkins
- Plankton - Il film, regia di Dave Needham
- Il robot selvaggio, regia di Chris Sanders
- Transformers One, regia di Josh Cooley

#### Voce maschile in un film d'animazione preferita
- Dwayne Johnson – Oceania 2
- Ben Schwartz – Sonic 3 - Il film
- Chris Hemsworth – Transformers One
- Keanu Reeves – Sonic 3 - Il film
- Steve Carell – Cattivissimo me 4
- Will Ferrell – Cattivissimo me 4

#### Voce femminile in un film d'animazione preferita
- Auli'i Cravalho – Oceania 2
- Amy Poehler – Inside Out 2
- Kristen Wiig – Cattivissimo me 4
- Lupita Nyong'o – Il robot selvaggio
- Maya Hawke – Inside Out 2
- Scarlett Johansson – Transformers One

#### Cattivo preferito
- Jim Carrey – Sonic 3 - Il film
- Frankie Grande – Henry Danger - Il film
- Harrison Ford – Captain America: Brave New World
- Jeff Goldblum – Wicked
- Michael Keaton – Beetlejuice Beetlejuice
- Michelle Yeoh – Wicked
- Rita Ora – Descendants: L'ascesa di Red

#### Favourite Butt-Kicker
- Emma Myers – Un film Minecraft
- Anthony Mackie – Captain America: Brave New World
- Florence Pugh – Thunderbolts*
- Kylie Cantrall – Descendants: L'ascesa di Red
- Jace Norman – Henry Danger - Il film
- Jack Black – Un film Minecraft
- Sebastian Stan – Thunderbolts*

### Musica

#### Cantante femminile preferita
- SZA
- Ariana Grande
- Billie Eilish
- Cardi B
- Katy Perry
- Lady Gaga
- Selena Gomez
- Taylor Swift

#### Cantante maschile preferito
- Bruno Mars
- Bad Bunny
- Drake
- Jelly Roll
- Kendrick Lamar
- Post Malone
- Travis Scott
- The Weeknd

#### Gruppo musicale preferito
- Stray Kids
- Blink 182
- Coldplay
- Imagine Dragons
- Jonas Brothers
- Linkin Park
- Twice

#### Collaborazione musicale preferita
- Luther – Kendrick Lamar featuring SZA
- Apt. – Rosé featuring Bruno Mars
- Call Me When You Break Up – Selena Gomez, Benny Blanco e Gracie Abrams
- Die with a Smile – Lady Gaga featuring Bruno Mars
- Please Please Please – Sabrina Carpenter featuring Dolly Parton
- Show Me Love – WizTheMc, Bees&Honey e Tyla
- Slow Motion – Marshmello featuring Jonas Brothers

#### Canzone preferita (film)
- Defying Gravity – Cynthia Erivo featuring Ariana Grande (Wicked)
- Can I Get a Chee Hoo? – Dwayne Johnson (Oceania 2)
- Higher Love – Desi Trill featuring DJ Khaled, Cardi B, Natania e Subhi (I Puffi - Il film)
- I Always Wanted a Brother – Braelyn Rankins, Theo Somolu, Aaron Pierre e Kelvin Harrison Jr. (Mufasa - Il re leone)
- I Feel Alive – Jack Black (Un film Minecraft)
- Kiss the Sky – Maren Morris (Il robot selvaggio)
- Popular - Ariana Grande (Wicked)
- Run It - Jelly Roll (Sonic 3 - Il film)

#### Album preferito
- Short n' Sweet – Sabrina Carpenter
- Beautifully Broken – Jelly Roll
- F-1 Trillion - Post Malone
- GNX – Kendrick Lamar
- Hurry Up Tomorrow – The Weeknd
- I Said I Love You First – Selena Gomez e Benny Blanco
- Mayhem – Lady Gaga
- Wicked: The Soundtrack

#### Celebrità musicale mondiale preferito
- Tyla (Africa)
- Stray Kids (Asia)
- The Kid Laroi (Australia)
- David Guetta (Europa)
- Shakira (America Latina)
- Bruno Mars (Nord America)
- Ed Sheeran (Regno Unito)

#### Canzone preferita
- Taste – Sabrina Carpenter
- Abracadabra – Lady Gaga
- Cry for Me – The Weeknd
- I Can Do It with a Broken Heart – Taylor Swift
- Squabble Up – Kendrick Lamar
- Wildflower – Billie Eilish

#### Cantante emergente preferito (maschile)
- Benson Boone
- Alex Warren
- d4vd
- Djo
- Leon Thomas III
- Myles Smith
- Shaboozey
- Zach Bryan

#### Cantante emergente preferito (femminile)
- Sabrina Carpenter
- Addison Rae
- Chappell Roan
- Doechii
- GloRilla
- Jennie
- Lisa
- Rosé

#### Canzone virale preferita
- Bluest Flame – Selena Gomez e Benny Blanco
- Apple – Charli XCX
- Diet Pepsi – Addison Rae
- Messy – Lola Young
- Ordinary – Alex Warren
- Pink Pony Club – Chappell Roan
- Sports Car – Tate McRae
- That's So True – Gracie Abrams

#### Podcast preferito
- LOL Podcast
- American Girl: The Smart Girl's Podcast
- Are You Afraid of the Dark?
- Avatar: Braving The Elements
- New Heights with Jason&Trevis Kelce
- Super Great Kids' Stories
- Baby, These Is Keke Palmer
- The Nikki&Brie Show

### Sport

#### Celebrità sportiva femminile preferita
- Simone Biles
- Sha'Carri Richardson
- Alex Morgan
- Jordan Chiles
- Caitlin Clark
- Naomi Osaka
- Angel Reese
- Coco Gauff

#### Celebrità sportiva maschile preferita
- LeBron James
- Shōhei Ōtani
- Lionel Messi
- Jalen Hurts
- Jayson Tatum
- Patrick Mahomes
- Travis Kelce
- Stephen Curry

### Miscellanea

#### Migliore creatrice di contenuti
- Salish Matter
- Sofie Dossi
- Emma Chamberlain
- Charli D'Amelio
- Brooke Monk
- Lexi Rivera

#### Migliore creatore di contenuti
- Mr. Beast
- SeanDoesMagic
- Mark Rober
- Dhar Mann
- Adam Rose
- Keith Lee

#### Migliore creatore di contenuti (per ragazzi)
- Ms. Rachel
- Toys and Colors
- Danny Go!
- Ryan's World
- Kids Diana Show
- A For Adley

#### Miglior gamer
- IShowSpeed
- IBella
- Aphmau
- Unspeakable
- Kai Cenat
- Ninja
- Pokimane

#### Videogioco preferito
- Roblox
- Just Dance 2025
- Madden NFL 25
- Minecraft
- Super Mario Party Jamboree
- Fortnite

### Riconoscimenti Speciali

#### King of Comedy
- Jack Black

#### ICON
- Rihanna